# Більмо
Більмо (лейкома, грец. leukoma, букв. «біла дошка») — стійке помутніння рогівки ока, що утворюється внаслідок її рубцювання. Є симптомом деяких очних хвороб, зокрема катаракти.
Спричиняється ушкодженнями, виразками, запальними процесами. Іноді більмо буває вродженим. Невеликі більма на периферії рогівки мало впливають на гостроту зору. Більма навпроти зіниці значно погіршують зір, а повні більма викликають сліпоту. Зір при більмі часто вдається відновити оперативним втручанням (пересадкою рогівки), а іноді, при невеликих центральних більмах, оперативним утворенням нової штучної зіниці шляхом видалення шматочка райдужної оболонки ока в зоні прозорої рогівки.
Профілактика утворення більма: запобігання запаленню та ушкодженню рогівки, а також раціональне лікування кератитів.